# 暗唇鯪
暗唇鯪（学名：Semilabeo obscurus），俗名马鼻勾、猪嘴鱼、假没六鱼，为輻鰭魚綱鯉形目鲤科的其中一種，分布于亞洲中國，一般生活于山区溪流或岩洞水底。本魚身體淺灰色的黑色背面，腹側白色的；在身體側邊上有時有垂直又不清楚的斑紋；魚鰭深灰色。頭部寬的與頂端平；吻鈍地錐形與側邊吻部有在嘴觸鬚與嘴角的基底之間的一個深溝。觸鬚2對；上頜骨略微細。尾柄扁長形，腹部圓，在胸鰭與腹部上的鱗片埋藏在皮膚之中，體長可達28.2公分。